# 药学
藥學是以各種科學為基礎來研究藥物的知識系統，與药理学（Pharmacology）是不同的概念。藥理學主要為生物醫學的科學研究，而藥學則主要是利用藥理學的知識為病人提供更高質素的醫藥治療及服務。前者為科研性質，後者為臨床性質。另外，藥學與藥劑學（Pharmaceutics）的概念也經常被混淆。藥劑學為藥學的一門分支，只專門研究製藥的部分，而藥學本身則是將各種醫藥知識化為臨床實踐。在某些地區（例如香港），中文「藥劑學」一詞通常是指「藥學」（Pharmacy）。
目前药学的含义包括药学科学、药学职业、药房等。
药学主要研究药物的来源、炮制、性状、作用、分析、鉴定、调配、生产、保管和寻找（包括合成）新药等。主要任务是不断提供更有效的药物和提高药物质量，保证用药安全，使病患以傷害最小，效益最大的方式治療或治癒疾病。

## 參看
- 藥師
- 醫學
- 醫藥分家

## 外部連結
- 国际药剂师协会 （页面存档备份，存于）